# Reinhard Appel

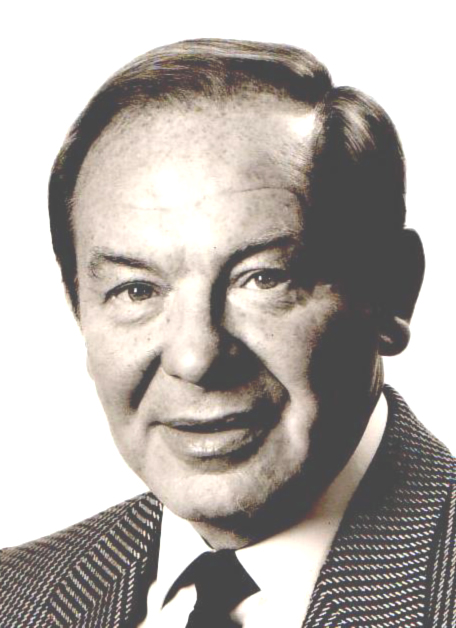
Reinhard Appel, Mitte der 1970er Jahre in Bonn

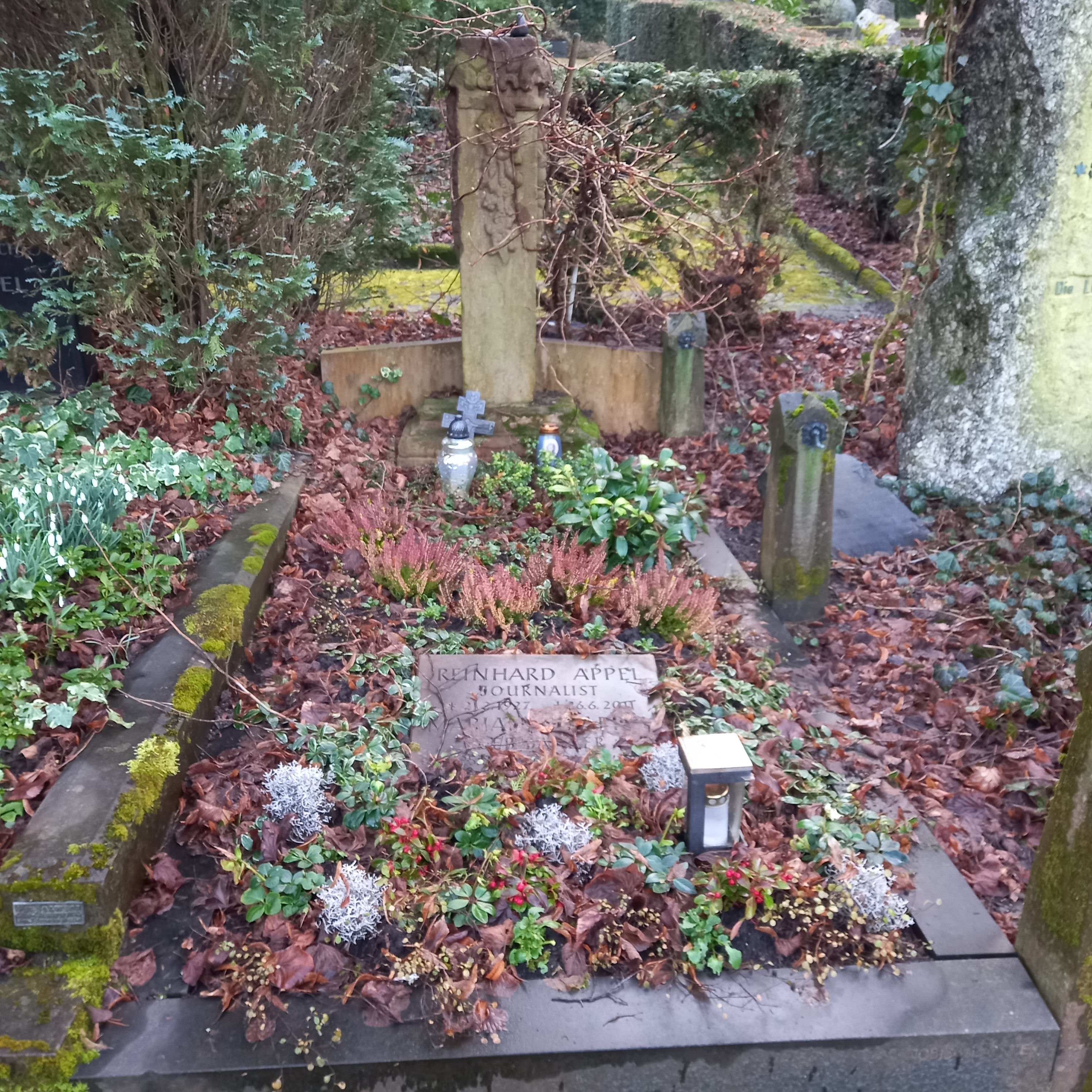
Das Grab von Reinhard Appel und seiner Ehefrau Maria geborene Bauder auf dem Kessenicher Bergfriedhof in Bonn

Reinhard Appel (* 21. Februar 1927 in Königshütte (heute: Chorzów, Polen); † 26. Juni 2011 in Bonn) war ein deutscher Journalist, Redakteur und Intendant.

## Kindheit und Jugend
Appel verbrachte seine Kindheit und Jugend ab Dezember 1927 in Berlin-Spandau, gehörte der katholischen Gemeinde St. Marien an und besuchte die Volks- und Mittelschule. Danach bewarb er sich an der Lehrerbildungsanstalt Berlin-Schöneberg (die im Gebäude des Prinz-Heinrich-Gymnasiums untergebracht war), wurde auch angenommen und nach deren Schließung 1944 Lehramtsanwärter in Brandenburg (Havel).
Während des Zweiten Weltkrieges war er Kriegseinsatzführer der 12. SS-Panzer-Division „Hitlerjugend“. Die Einberufung zur Wehrmacht im Januar 1945 beendete seine pädagogische Laufbahn.

## Beruflicher Werdegang
Von 1946 bis 1950 war er Volontär, dann Redakteur und Reporter bei der Stuttgarter Zeitung, wo sein ältester Bruder Reinhold bereits als Sportjournalist angestellt war. Anschließend zog er mit seiner Familie in die damalige Bundeshauptstadt Bonn, wo er bis 1971 Korrespondent der Stuttgarter Zeitung war. In den Jahren 1962 und 1963 war er zugleich Vorsitzender der Bundespressekonferenz.
Danach war Appel von 1963 bis 1973 und erneut von 1986 bis 1991 Moderator der ZDF-Reihe „Journalisten fragen – Politiker antworten“ und von 1976 bis 1986 Moderator der ZDF-Reihe „Bürger fragen – Politiker antworten“. Er moderierte zwischen 1965 und 1987 auch die sogenannten „Elefantenrunden“ mit dem jeweils amtierenden Bundeskanzler und den Herausforderern bzw. den Parteivorsitzenden der Oppositionsparteien. Weiterhin leitete Appel verschiedene Fernsehsendungen, in denen Bürger mit dem Bundespräsidenten diskutierten.
In den Jahren 1973 bis 1976 war er Intendant des Deutschlandfunks und danach zwischen 1976 und 1988 Chefredakteur des ZDF. Dort arbeitete er an der Gründung vieler Sendungen mit, die bis heute das Programm prägen (Heute-journal, WISO, Morgenmagazin). Im März 1977 kandidierte er für das Amt des ZDF-Intendanten, unterlag aber Karl-Günther von Hase. Als Hörfunkbeauftragter des ZDF für den Deutschlandsender Kultur von 1993/94 bis zur Fusion mit dem RIAS zum Deutschlandradio wirkte Reinhard Appel wesentlich mit an der Umformung der Deutschen Welle in ihre heutige Struktur.

## Persönliches
Mit seiner Frau Marianne, geb. Bauder, hat er drei Kinder: die Söhne Stephan und Clemens sowie Tochter Eva.
Reinhard Appel starb am 26. Juni 2011 im Alter von 84 Jahren in Bonn.

## Auszeichnungen
- 1970: Besondere Ehrung beim Adolf-Grimme-Preis
- 1972: Theodor-Wolff-Preis
- 1972: Goldene Kamera in der Kategorie Beste Moderation für Journalisten fragen – Politiker antworten
- 1976: Ehrenzeichen des Deutschen Roten Kreuzes in Silber
- 1976: Bundesverdienstkreuz 1. Klasse der Bundesrepublik Deutschland
- 1981: Großes Bundesverdienstkreuz der Bundesrepublik Deutschland[7]

## Mitgliedschaften
Reinhard Appel gehörte seit der Stiftung des Gustav-Heinemann-Bürgerpreises im Jahr 1977 bis zu seinem Tode dessen 20-köpfigem Kuratorium an. Ebenso war er langjähriges Mitglied des Kuratoriums der Friedrich-Ebert-Stiftung.